# 梅根失踪
《梅根失踪》（英語：Megan Is Missing）是一部2011年美國尋獲佚失心理恐怖電影，由麥克·高伊編劇、導演、剪輯和聯合製作。影片圍繞北好萊塢受歡迎的高中生梅根·斯圖爾特（瑞秋·奎因飾）失踪前的日子展開，她決定與一個同她在網上互動的男孩見面，以及隨後由她最好的朋友埃米·赫爾曼（安柏·柏金斯飾）發起的調查。高伊根據一系列現實生活中的兒童綁架案件改編了這部電影。KlaasKids基金會的創始人马克·克拉斯大力支持了這部電影。
該片於2006年以一部低成本獨立電影制作，拍攝成本為30,000至35,000美元。直到2011年Anchor Bay Films在院線有限上映後，該片才得以發行。該片在上映後引起了很大爭議。《梅根失踪》在新西兰作為一部教育片進行營銷但被禁，並因其對性暴力和残忍画面的描绘而受到評論家的嚴厲批評。高伊用了10天的時間編寫了劇本，用了一周多的時間拍攝了電影。由於畫面內容残忍，他要求年輕演員拍攝期間父母在片場。
該片是最早的電腦熒幕電影之一。《娱乐周刊》稱其為“2011年最恐怖的恐怖電影”。

## 劇情
梅根·斯圖爾特和埃米·赫爾曼是一對14歲的好朋友，於2007年1月失踪。調查人員收集了記錄她們失踪事件的网路聊天影片、家庭電影和新聞報導，讓人們認識到网路安全對兒童的重要性。梅根是一名高中優等生，在同齡人中很受歡迎。然而，從1月2日的网路影片中可以看出，她與母親的關係不正常，而且吸毒成癮。埃米不願意从童年中走出（從她對毛絨玩具的喜愛可以看出），與父母關係健康。埃米虽然與梅根關係密切，但仍然是霸凌的目標。
為了幫助埃米適應，梅根邀請埃米參加她正在參加的銳舞派對，慶祝埃米即將到來的生日。從派對當晚的錄像來看，埃米明顯感到不舒服，當她拒絕與其中一名參加的男子發生性關係時，她遭到了毆打。埃米撞见梅根为聚會主持人口交換取毒品，更讓她震驚。在视讯聊天時，梅根對這次不好的經歷表示歉意。埃米生日那天，她用她的新相機錄製了她和梅根的视讯日記。梅根向埃米講述了她的人生故事，並透露她的繼父因在九歲時強姦她而入獄。她解釋說，她與母親的敵對關係是因為她從未原諒梅根向當局舉報他。埃米趕緊擁抱安慰她。
莱克茜是梅根的派對好友之一，把她的社交媒體賬號給了乔希，她們以為乔希是附近學校的17歲男孩。他在视频对话中保持匿名，聲稱他的網絡攝像頭壞了。虽然有一些危險信號和矛盾，梅根还是迷上了他。他們同意在一次聚會上見面，但他沒有现身。她在網上與他對峙，但他準確地描述了她的穿著，堅稱自己很害羞，她便原諒了他。
埃米開始感到被冷落，在梅根家裡時，梅根將她介紹給他。乔希說服梅根在一家小餐館後面（而不是公開場合）與他見面。1月17日，新聞報道顯示梅根失踪了，她最后一次出现在餐廳有顆粒感的安全攝像頭画面中，顯示她被一個模糊的男性身影抓住了手腕。埃米對梅根失踪事件展開調查，並與乔希在線交談。乔希意識到埃米懷疑他後便威脅她。隨後，在戀物癖論壇上開始出現梅根被固定在一個裝置中，被迫張開的嘴、鼻孔和眼睛的受折磨照片。
埃米在曾與梅根分享秘密的一座舊橋下錄製视讯日記時，被一名男子抓住。調查人員在垃圾桶裡發現了她的攝像機。影片最后未經剪輯呈现了攝像機保存的录像，乔希打開了BDSM房間的門，埃米被铁链拴在牆上。她想要她的泰迪熊，而他的回應则是讓她不用手吃狗碗裡的食物。乔希後來殘忍地強奸了她，然後告訴她，他会放她走，但是她要進到一個大塑料桶中，以免暴露他的行踪。打開桶后，埃米看到梅根腐爛的屍體在裡面。埃米被塞到桶中與梅根的屍體待在一起，她乞求活命，而乔希則在森林裡挖了一個大洞。他把桶推了進去，填上土，然後拿起手電筒走開了。